# Tobias Solberg
Robert Tobias Solberg (17 maggio 1981) è un allenatore di calcio ed ex calciatore svedese, di ruolo centrocampista.

## Carriera

### Giocatore
Cresciuto nelle giovanili del Karlskoga SK, la sua carriera da calciatore si è sviluppata interamente nel Degerfors.
Il suo debutto in prima squadra è arrivato nel 1998, anno in cui il Degerfors era reduce dalla retrocessione dall'Allsvenskan alla Superettan avvenuta l'anno precedente. In Allsvenskan Solberg non ha mai giocato, poiché nei 20 anni in cui ha fatto parte della squadra, il Degerfors ha partecipato sempre partecipato a campionati di seconda o di terza serie. Si è ritirato dal calcio giocato al termine della Superettan 2017, durante la quale è sceso in campo solo una volta.
Questa lunga militanza gli ha permesso di diventare il giocatore con più presenze nella storia del Degerfors, con 435 presenze ufficiali tra campionato e coppe.

### Allenatore
Già a partire dal 2017, quando ancora era un calciatore in attività, Solberg insieme al compagno di squadra Andreas Holmberg è diventato il nuovo assistente del capo allenatore Stefan Jacobsson.
Tre anni più tardi, a seguito della partenza dello stesso Jacobsson, il duo composto da Solberg e Holmberg ha assunto la guida tecnica del club. Grazie al secondo posto ottenuto nella Superettan 2020, il loro primo campionato da capo allenatori è coinciso con la promozione in Allsvenskan, la massima serie svedese, categoria in cui il Degerfors mancava da 23 anni. Nella loro prima parentesi in Allsvenskan, la squadra di Solberg e di Holmberg ha centrato la salvezza chiudendo l'Allsvenskan 2021 al tredicesimo posto. Lo stesso piazzamento è stato raggiunto l'anno seguente, nell'Allsvenskan 2022. Durante il campionato 2023, dopo la ventunesima giornata di un'annata che vedeva il Degerfors coinvolto nella lotta per non retrocedere, la società ha comunicato in anticipo che l'anno seguente la squadra non sarebbe più stata guidata dai due allenatori, indipendentemente da come sarebbe andata a finire la stagione 2023 (pur mantenendo i due tecnici in carica fino alla fine dell'anno). Quel campionato si è poi concluso con il penultimo posto e la retrocessione in Superettan.
Solberg è rimasto al Degerfors, assumendo i ruoli di allenatore della squadra Under-19 del club e di responsabile del liceo sportivo NIU.
Il 22 giugno 2025, a seguito dell'esonero di William Lundin, la dirigenza ha nominato Solberg allenatore ad interim della prima squadra, in attesa della nomina di un sostituto. Ha guidato la squadra per due partite, entrambe perse, prima di assumere il ruolo di assistente del nuovo tecnico Henok Goitom il 9 luglio, mantenendo al contempo l'incarico di allenatore delle giovanili.

## Palmarès

### Giocatore

#### Competizioni nazionali
- Division 1: 1

Degerfors: 2009